# Березники (Сернурський район)
Березники́ (рос. Березники, марій. Куэр почиҥга) — присілок у складі Сернурського району Марій Ел, Росія. Входить до складу Кукнурського сільського поселення.

## Населення
Населення — 65 осіб (2010; 46 у 2002).
Національний склад (станом на 2002 рік):
- марі — 100 %